# Réseau Hunter
Le réseau Hunter est un groupe de résistance à l'occupation allemande actif en France lors de la Seconde Guerre mondiale. Ce réseau, créé en 1943, était principalement un organisme de renseignement, présent sur une majeure partie du territoire occupé.
Il appartenait aux Forces françaises combattantes, homologué sous le numéro 145.

## Création
Le réseau est créé à l'automne 1943 par le commandant Maurice Belleux. Ce dernier est alors en poste aux archives et au musée de l'Air de Toulouse.
Le réseau, rattaché au Bureau central de renseignements et d'action, est principalement destiné à l'origine à alimenter les services britanniques sur l'activité allemande, particulièrement son activité aéronautique. Rapidement, c'est à l'ensemble des renseignements militaires et économiques que le réseau transmet aux autorités britanniques,.

## Sous-réseaux
Deux sous-réseaux sont nés du réseau Hunter. Le réseau Jonque, dirigé par Jean-Bernard Daubard (dit Davy), spécialisé à sa création dans le renseignement aéronautique en zone occupée. Le réseau Vedette, dirigé par Raffy (dit Rosie), spécialisé dans la recherche de renseignement dans le secteur ferroviaire.

## Principales figures du réseau
- Maurice Belleux